# 呂光亨
呂光亨（？—？），字嘉仲，號守一，又號禮齋，安徽旌德人，清朝政治人物，進士出身。

## 生平
乾隆十六年（1751年）登辛未科進士。乾隆十九年（1754年）授兵部主事，后升兵部武選司員外郎。乾隆二十三年（1758年）任刑部浙江司郎中。乾隆二十五年（1760年）任廣西鄉試副考官、戶部郎中。乾隆三十年（1765年）任山西學政、山東道監察御史。乾隆三十七年（1772年）任刑部四川司員外郎。乾隆四十三年（1778年）任雲南學政、會試同考官。乾隆四十六年（1781年）任吏部驗封司郎中、甘肅慶陽府知府。